# Gradski stadion kraj Tise
Gradski stadion kraj Tise – stadion piłkarski w mieście Bečej, w Serbii. Został otwarty w 1937 roku. Może pomieścić 2296 widzów. Swoje spotkania rozgrywają na nim piłkarze klubu FK Bečej.
Obiekt został wybudowany w latach 1934–1937. W 1956 roku oddano do użytku istniejącą do dziś trybunę główną, a drewniany płot otaczający teren stadionu zastąpiono murem. W 1983 roku wykonano drenaż murawy i wybudowano budynek klubowy wraz z szatniami. W 2015 roku wyremontowano trybunę główną i zamontowano na niej plastikowe krzesełka. Przez sześć sezonów, w latach 1992–1997, obiekt gościł występy klubu FK Bečej w pierwszej lidze Federalnej Republiki Jugosławii. Ponadto w 1995 roku, kiedy FK Bečej uzyskał akces do Pucharu Intertoto, na stadionie odbyły się dwa spotkania gospodarzy w ramach tych rozgrywek, 24 czerwca przeciwko Farulowi Konstanca (1:2) i 15 lipca przeciwko Pogoni Szczecin (2:1). W kolejnym sezonie FK Bečej występował w Pucharze UEFA, ale mecz „u siebie” ze słoweńskim NK Mura rozegrał na stadionie Karađorđe w Nowym Sadzie.